# Batrachonotus
Batrachonotus is een geslacht van kreeftachtigen uit de klasse van de Malacostraca (hogere kreeftachtigen).

## Soort
- Batrachonotus fragosus Stimpson, 1871